# Журнал Политсатиры № 1
«Журнал Политсатиры № 1» — советский короткометражный рисованный мультфильм-плакат 1938 года, снятый на студии «Союзмультфильм». Над мультфильмом работали мастера советской мультипликации — Иван Иванов-Вано, Владимир Полковников, Леонид Амальрик и т. д. Не сохранился.

## Сюжет
Мультфильм состоял из четырёх сюжетов — «Японские самураи» (реж. Александр Иванов), «Четыре заявления» (реж. Дмитрий Бабиченко), «Добрый вестник» (реж. Иван Иванов-Вано) и «Политика невмешательства» (реж. Владимир Полковников, Леонид Амальрик).

## О мультфильме
Из воспоминаний Бабиченко:

"…"Политжурнал № 1" был создан четырьмя режиссерами, каждый из которых брал на себя осуществление одного сюжета. Сюжеты создавались при участии коллектива «Крокодила», а порой и по темам опубликованных в этом журнале карикатур. Так, например, был сделан мой сюжет «Четыре заявления», посвященный оборонной теме. Этот сюжет состоял из четырех маленьких эпизодов, навеянных провокациями японских империалистов на Халхинголе. Третий эпизод изображал японского империалиста. Израненный, весь в перевязках, на костылях, после постигшего его на Халхинголе разгрома, он заявлял, что от нападения на Советскую страну лучше воздержаться. Четвертый, последний эпизод сюжеты был натурным, игровым: молодой рабочий подавал заявление о приеме его добровольцем в ряды Красной Армии.
В этом же номере «Политжурнала № 1» был еще один сюжет, посвященный японским империалистам. Назывался он «Влипли», и делал его А. Иванов по теме, также заимствованной из журнала «Крокодил». Была изображена карта Восточной Азии, вернее, та ее часть, в которой расположен Китай. На кусок липкой бумаги, по конфигурации соответствующей карте Китая, устремлялись злые мухи ― японские империалисты, ― и тут они «влипали в длительную борьбу с вольнолюбивым китайским народом».
Из содержания обоих сюжетов видно, что они решались как оживленные карикатуры. В этом было известное преимущество: сюжет, его замысел легко «прочитывались» зрителем. Но карикатуры всегда отличаются крайним лаконизмом развития действия, и это обусловливало необходимость в очень сжатом изложении сюжетов на экране. Между тем сюжеты журнала были растянуты, каждый из них составлял около получасти и демонстрировал до пяти минут".
— Д.Н. Бабиченко: Воспоминания о работе в мультипликационной кинематографии, неопубликованная рукопись, архив автора.